# Mikroregion Železnobrodsko
Die Mikroregion Železnobrodsko entstand 1999 durch die Vereinigung der tschechischen Gemeinden Držkov, Maršovice, Pěnčín, Skuhrov und Zásada, die sich in Okres Jablonec nad Nisou befinden.
Neben einer interessanten historischen Entwicklung bietet die Region auch geografische Reize. Am Fuße des Isergebirges (Jizerské Hory) unter dem Schwarzbrunnenkamm gelegen, bietet sich eine gute Aussicht in die umliegenden Landschaften wie Riesengebirge (Krkonoše), Český ráj (Böhmisches Paradies), Isergebirge und die Kämme des Ještěd (Jeschken). Ganzjährig können touristische Attraktionen wie historische Sehenswürdigkeiten besichtigt werden. Im Sommer stehen Wander- und Fahrradwege sowie vielfältige Bademöglichkeiten zur Verfügung; im Winter kann man ausgedehnte Skilanglauftouren unternehmen.
Die Region wurde schon seit der Jungsteinzeit besiedelt. Den ersten Ansturm an Siedlern erlebte die Region aber erst im 14. Jahrhundert. Vor allem Deutsche brachten Kenntnisse im Glaserhandwerk mit und bald bestimmten Glasmanufakturen, Glasbläsereien und -schleifereien die Wirtschaft der Region. In der zweiten Hälfte des 18. Jahrhunderts kam die Bijouterie hinzu.
Zu den bedeutendsten Persönlichkeiten der Region gehören:
- Johann Joseph Antonius Eleazar Kittel († 1783), Arzt und aus Schumburg (Krásná), der auch „Faust des Isergebirges“ genannt wurde
- der Oberrichter H. Fiedler († 1590), der in der ältesten Siedlung Maršovice wohnte
- Vogt, Kaufmann und Passionsschauspieler Jan Šourek, aus Zásada stammend
- C. Daníček, der Ortsvorsteher von Skuhrová, war einer der Wegbereiter der Glaserzeugung nach 1860.

Držkov war Stadt der Musik, von hier stammt die Kapelle Bohemci.